# Sthenias pseudodorsaloides
Sthenias pseudodorsaloides là một loài bọ cánh cứng trong họ Cerambycidae.